# Caisole
Caisole (in croato Beli) è un insediamento del comune di Cherso, in Croazia. Il nome in italiano deriva da Caput Insulae, nome dell'insediamento al tempo dei romani mentre il nome Beli sembra derivi da Béla IV, monarca ungherese del XIII secolo che fuggendo dai Tartari trovò rifugio sull'isola di Cherso.

## Storia

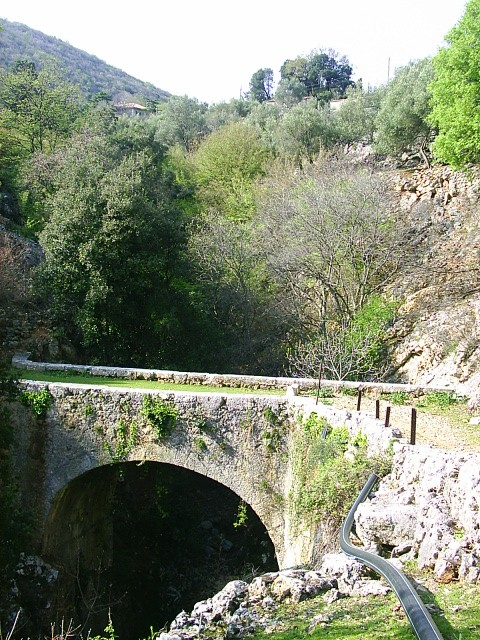
Ponte di epoca romana, antico monumento di interesse storico e turistico della località di Caisole.

L'insediamento umano nei pressi dell'attuale villaggio di Caisole vanta origini molto antiche che risalgono al periodo del neolitico. Scavi archeologici hanno rinvenuto negli anni resti e testimonianze del passaggio di diverse civiltà quali celti, greci, romani e liburni; questi ultimi a cavallo dell'età del bronzo svilupparono sull'isola la cosiddetta cultura dei castellieri.
L'attuale posizione dell'insediamento corrisponde alla fondazione in epoca romana di Caput Insulae (dal latino: capo dell'isola), probabilmente ai tempi dell'imperatore Tiberio, importante punto strategico per il controllo della navigazione sul Quarnerolo. Il nome della località rimase il medesimo fino al medioevo in cui venne rinominata Cha Fisole nel 1018, Kafixuli nel 1276, Capysolum nel 1384 e solo infine Caisole, non prima tuttavia di essere stata nominata anche Cavisole, Cafisole, Cafixolo, Cauixoli o Ca Fisole.
A partire dall'XI secolo la cittadina, previa trattativa con la Repubblica di Venezia, si ritrovò a pagare un tributo annuo alla Serenissima per mantenere l'indipendenza ottenuta nel primo medioevo. Successivamente Venezia tentò di privare Caisole della propria autonomia imponendo la figura di un principe cui sarebbe spettata l'amministrazione della cittadina. Tuttavia nel 1227 gli abitanti di Caisole insorsero contro di esso assassinandolo.
Agli inizi del XX secolo il paese contava diverse centinaia di abitanti, tuttavia nel secondo dopoguerra il numero si ridusse drasticamente a poche decine.

## Economia

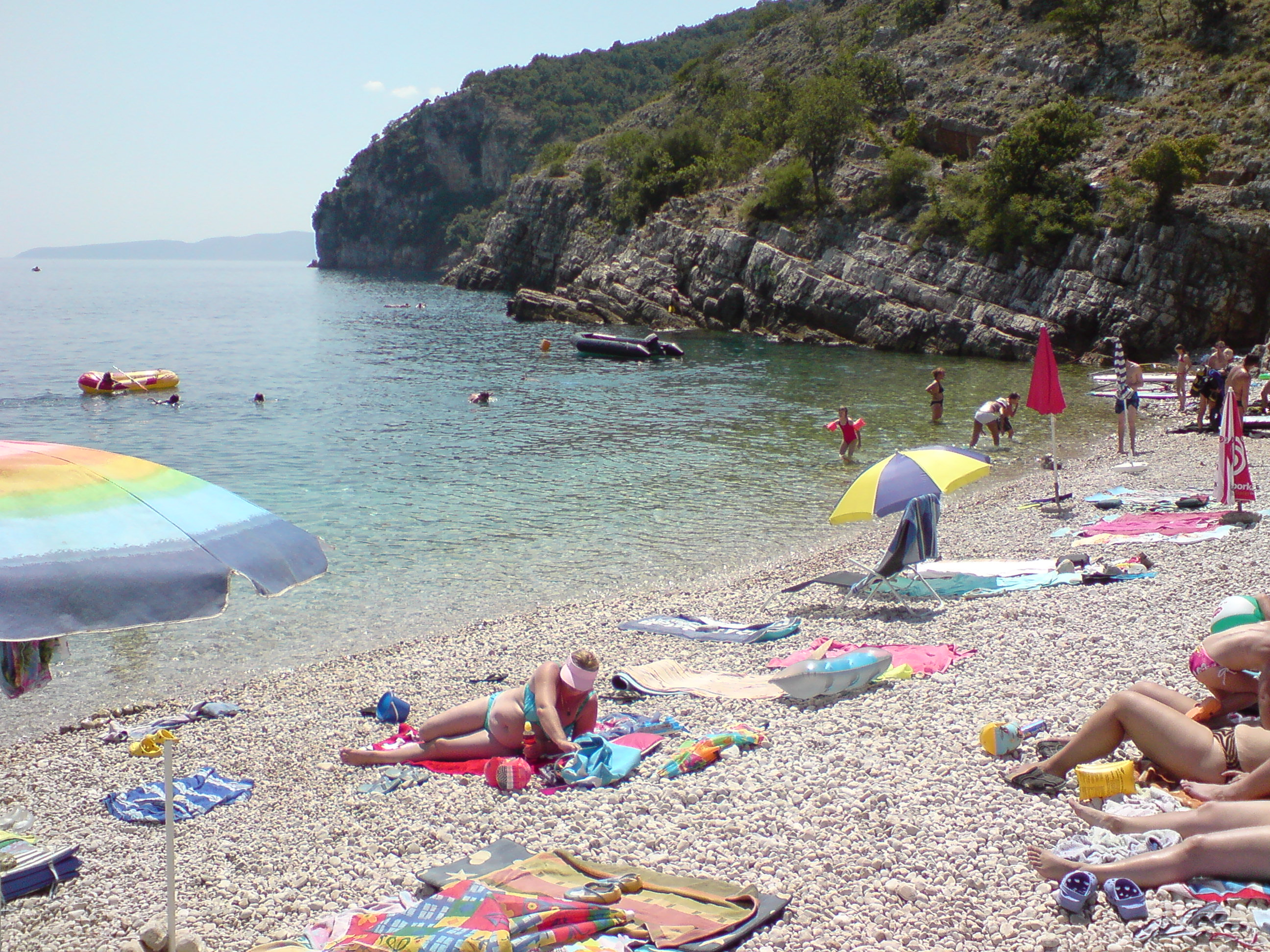
La spiaggia di Caisole è una meta ambita dai turisti in cerca di relax estivo.

L'economia di Caisole si basa essenzialmente sul turismo ed in minor misura su pesca, agricoltura ed allevamento di bestiame. I principali monumenti di interesse turistico sono il ponte di epoca romana, la chiesa parrocchiale di Santa Maria in stile romanico, la chiesa gotica di Sant'Antonio situata nel cimitero del paese e la foresta della Tramontana.

## Tradizioni e folclore
Nella chiesa parrocchiale di Caisole è conservata una statua della Madonna Nera, oggetto di venerazione da parte delle donne del paese che per tradizione offrono voti alla vergine affinché le protegga dalla sterilità.
Ogni agosto si svolge il tradizionale evento musicale e culturale chiamato "Dani Tramuntane", letteralmente "giorni della Tramontana".
Dal 2011 si tiene il cosiddetto "Bejski tanac", festival di musica, cultura e danza.

## Curiosità
Il presepe di Caisole, costruito nel XVII secolo, è uno dei presepi più antichi della Croazia e dell'Europa. Fu esposto nel 2001 nella Basilica di Santa Maria del Popolo a Roma e nel 2003 in una mostra di presepi ad Arles, in Francia.
Vincenzo Guarna, scrittore italiano e studioso di Eugenio Montale, nacque a Caisole.
Aldo Policek de Pitor dedicò una poesia dal titolo Caisole all'omonimo villaggio.
Nel 1993 fu istituito il centro ecologico e di tutela della natura "Caput Insulae", nato con lo scopo di preservare il patrimonio ambientale e culturale dell'isola, in particolare i grifoni che qui trovano un habitat ideale.

## Società

### Evoluzione demografica
"Abitanti censiti"